# Accès des services publics aux informations sur les collectivités
Pour les articles homonymes, voir Aspic.
La base Aspic (pour Accès des services publics aux informations sur les collectivités) est une base de données sur les collectivités territoriales françaises. Créée en 2009, elle est administrée par la Direction générale des Collectivités locales.
Elle a un temps été ouverte au public, mais a été fermée en 2013, seule la partie concernant les intercommunalités restant accessible par le biais de la Base nationale sur l'intercommunalité (Banatic).